# 信ジラレナイ99連発
『信ジラレナイ99連発』（しんジラレナイきゅうじゅうきゅうれんぱつ）は、日本テレビ系列で放送されたバラエティ特別番組。

## 概要
元々は、かつて放送されていた「解禁テレビ」(1995年4月～9月)→「噂の!!解禁スタジオ」(1995年10月～1996年2月）を受け継ぐ形で、1996年～2004年までの春・秋・年末年始の特番期、スーパースペシャル枠などには毎回放送されていた。
内容は、世界の各国で起こった事件・事故や国内のニュースで起こった事故（主に火災、爆発など）を検証する実験や映像紹介するものである。
2011年4月1日には『あのスター衝撃映像 信ジラレナイ99連発』として金曜スーパープライム枠で復活する。ただし、内容は異なり、芸能人の秘密の過去を暴露するというものである。

## 放送日・番組タイトル
- 第1回 - （1996年3月12日）
- 第2回 - （1996年10月22日）
- 第3回 - （1997年3月）
- 第4回 - 驚愕(秘)震撼(秘)衝撃映像信ジラレナイ99連発（1997年6月24日火曜日19:00～20:54）
- 第5回 - 魑魅(秘)魍魎(秘)衝撃映像信ジラレナイ99連発（1997年10月21日火曜日19:00～20:54）
- 第6回 - 凄絶(秘)怒涛(秘)衝撃映像信ジラレナイ99連発（1998年4月4日土曜日19:00～20:54）
- 第7回 - ??(秘)??(秘)衝撃映像信ジラレナイ99連発（1998年10月17日土曜日19:00～20:54）
- 第8回 - 空前(秘)絶後(秘)衝撃映像信ジラレナイ99連発年忘れのオマケの+33（1998年12月30日水曜日15:05～17:30）
- 第9回 - 驚天(秘)動地(秘)衝撃映像信ジラレナイ99連発（1999年3月27日土曜日19:00～20:54）
- 第10回 - 99(秘)世紀末(秘)衝撃映像信ジラレナイ99連発+33(秘)増量(秘)徳用版（1999年10月2日土曜日19:00～21:24）
- 第11回 - 龍驤(秘)虎搏(秘)衝撃映像信ジラレナイ99連発（2000年1月8日土曜日19:00～20:54）
- 第12回 - 天網(秘)恢恢(秘)衝撃映像信ジラレナイ99連発（2000年4月29日土曜日19:00～20:54）
- 第13回 - 暑中(秘)見舞(秘)衝撃映像信ジラレナイ99連発＋55夏の特大感謝祭（2000年7月30日日曜日13:30～16:25）
- 第14回 - 雷霆(秘)霹靂(秘)衝撃映像信ジラレナイ99連発＋33（2000年10月7日土曜日19:00～21:24）
- 第15回 - 20世紀最後の衝撃映像信ジラレナイ99連発＋99大感謝2バイ祭（2000年12月29日金曜日）
- 第16回 - 森羅(秘)萬象(秘)衝撃映像信ジラレナイ99連発（2001年2月17日土曜日19:00～20:54）
- 第17回 - 決定的瞬間は見た!信ジラレナイ99連発（2001年7月2日月曜日21:00～22:24）
- 第18回 - 徹頭(秘)徹尾(秘)衝撃映像信ジラレナイ99連発（2002年1月12日土曜日19:00～20:54）
- 第19回 - 阿鼻(秘)叫喚(秘)衝撃映像信ジラレナイ99連発（2002年4月6日土曜日19:00～20:54）
- 第20回 - 残暑(秘)見舞(秘)衝撃映像信ジラレナイ99連発（2002年8月24日土曜日19:00～20:54）
- 第21回 - 信ジラレナイ衝撃映像・禁断のタブー99連発（2003年9月27日土曜日19:00～20:54）
- 第22回 - 信ジラレナイ衝撃映像・神業!超人!!99連発（2004年3月27日土曜日19:00～20:54）

- 復活特別版 - あのスター衝撃映像 信ジラレナイ99連発（2011年4月1日金曜日19:00～20:54）

## 主なコーナー
- 事故（爆発事故、火災）
- 犯罪
- 自然災害
- キャッチセールス
- 万引き
- マスクマジシャン

## 出演者

### 司会
- 福留功男（初回～2004年）
- 中山秀征（初回～2004年）
- 真中瞳（2000年10月～2002年8月）
- 平山綾（2004年）
- 爆笑問題（2011年）

### パネラー・リポーター
パネラー
- 高橋英樹
- 斉藤慶子
- 高木美保
- 大石恵

リポーター
- 風見しんご
- 村野武範
- 山口良一
- 野々村真
- 武内由紀子 ほか

### ナレーター
- 広川太一郎
- 郷里大輔
- 森功至
- 山本圭子

## スタッフ
●=「スーパースペシャル」担当者、○=「スーパーテレビ情報最前線」担当者
- 構成：川上伸一、後藤直、橋本敦司、内田裕士、高梨武志、志村和哉（志村→以前はリサーチ）
- TD：一ノ瀬健次
- SW：村松明、高梨正利（高梨→以前は映像）
- 映像：村上新郷
- カメラ：吉村一雄、山田祐一、中川昭生、津野祐一
- 音声：中村一男、大島康彦、鈴木佳一、池田正義
- 照明：細川登喜二、吉松耕司、内藤晋、小笠原雅登、高橋明宏、名取孝昌
- 調整：梅津孝一、八木一夫、守屋誠一、佐藤満、菅谷典彦、江頭恭二、山口考志
- TM：湯本典行、新開宏、秋山真、福王寺貴之
- 美術：高野豊、鈴木喜勝
- デザイン：栗原純二、柳谷雅美
- 美術協力：日本テレビアート
- 技術協力：テクノマックス
- 撮影：金井健、堀井唯史、井上利之、深山健一郎、高橋一博、磯村進
- 編集：安田裕禎
- 編集技術：麻布プラザ
- MA：青木伸次、樽川由佳
- 音効：山崎尚志、津田彰、橋本いづみ
- TK：柏木梨佐、鈴木リサ
- 広報：神山喜久子、西室由香里、北川佳代○、柳沢典子
- 編成：小松良徳、桑原丈弥
- デスク：安永美和（以前はデスク►制作進行）、芝本美樹●、高嶋晃子、山村佳子（山村→以前はデスク►演出補）
- 制作進行：三門綾子（以前はデスク）
- スタジオD：佐藤一、碓田千加志（碓田→以前はFM）、高井健司
- AP：石野美知江（以前はプロデューサー）
- 演出補：宮沢武明、稲垣俊治、山下大、小西将之、近藤創、佐藤喜貴、木村賢次郎、柳生雄木、村田真之
- ディレクター：佐藤公彦、桐ヶ谷保子、池田よしひろ、大友太郎、相葉圭樹、石島良治、本橋和彦、鵜飼成巳、古田進、本多哲也、中村克之、倉田圭子、藤好耕、渡辺恭三、松井恵美、沼波恭一、鈴木睦、宮嶋隆夫、峰添忠、狩野丈志、石川明敏、山本浩史、佐藤知樹、太田壯、山崎成実、伊集院要、対馬敬（古田・松井・峰添・狩野・太田→以前は演出補、石川→以前は総合演出）
- 総合演出：高安克明（以前はディレクター）、山根真吾
- プロデューサー：尼崎昇 ／ 武井泉、中川幸美、飯野一夫 ／ 笹尾光●、面高直子●、今村司○、政橋雅人●
- チーフプロデューサー：室川治久→佐野讓顯●、齋藤三朗→柏木登●○→吉田真●→小湊義房→中山良夫
- 制作：室川治久、土屋泰則●、神戸文彦●、吉岡正敏●
- 制作協力：東阪企画、CR-NEXUS、フルハウス、ディープロジェクト
- 製作著作：日本テレビ